# Saint-Ouen-du-Mesnil-Oger
Saint-Ouen-du-Mesnil-Oger – miejscowość i gmina we Francji, w regionie Normandia, w departamencie Calvados.
Według danych na rok 1990 gminę zamieszkiwało 146 osób, a gęstość zaludnienia wynosiła 25 osób/km² (wśród 1815 gmin Dolnej Normandii Saint-Ouen-du-Mesnil-Oger plasuje się na 740. miejscu pod względem liczby ludności, natomiast pod względem powierzchni na miejscu 812.).